# 赫魯希夫卡河
赫魯希夫卡河（羅馬化：Hrushivka）是烏克蘭的河流，位於該國東部，屬於莫克拉蘇拉河的右支流，發源自霍盧比尼夫卡，流經第聶伯羅彼得羅夫斯克州，河道全長31公里，流域面積206平方公里。